# 吳銀海
吳銀海（1970年10月14日—），生於金門縣烈嶼鄉，臺灣藝術家與美術教師。其風格偏向後現代與抽象藝術，主要主題為描繪人類的心靈運作。

## 小傳
吳銀海於1970年生於金門縣烈嶼鄉。在1983年自金門縣烈嶼鄉卓環國民小學畢業後，他前往台灣就讀桃園振聲中學美工科。1989年從振聲中學畢業後，在1990年入伍。退役後，在其兄長的指引下，從事廣告設計等相關相關工作。1994年，考入國立台北藝術大學美術系，並開始抽象繪畫創作，1997年獲得中華民國第八屆國際版畫及素描雙年展素描類銅牌獎，同年於台北南北畫廊舉辦首次個展。1998年畢業後，隨即進入國立台南藝術大學造形藝術研究所攻讀碩士，師從蕭勤，並於2001年獲得碩士學位。
吳銀海自2001年畢業後，受美國Vermont Studio Center獎助，前往美國研習創作。之後開始從事美術教學工作，先後於嘉義北興國中與個人工作室任教，並於各地舉辦個展。

## 藝術風格
吳銀海的創作偏向抽象藝術或後現代，其主題通常與描寫人類心靈運作有關。在學期間，吳銀海偏向準確的寫實畫風，但不滿於該風格，認為其美感過於機械化、經不起鑑賞的眼光；直到在1996年，吳銀海的創作風格，開始轉向至認為有「誠實地面對畫面」的抽象藝術。2023年，吳銀海自述其創作理念為：
在創作過程中，是由一個真實存在的世界走向投射假定的世界，並以藝術的假定性反映出生活的真實性，到最後有一個片刻會來臨，藝術行為本身超越了主客觀的東西，而進入了真實存在，真實存在就是沒有分裂，沒有時間性，就是整體合一。
根據《台灣當代藝術家辭典》記載，吳銀海的創作被歸類為抽象繪畫範疇，作品多探討精神性主題。其作品風格也被描述為「身心靈的共振」。國璽藝術中心主辦在主辦吳銀海的「隱藏的視界二部曲」聯展時，認為吳銀海偏向觀察個人內心思緒、探索其道體的內觀世界、個人修為、並將這些精神描繪出來。

## 獲獎紀錄
- 1988年：桃園縣美展，應用美術第一名[10][11]
- 1997年：第八屆國際版畫及素描雙年展素描類「銅牌獎」[4][12]
- 1999年：第二屆東華扶輪美術獎[4]
- 2001年：第一屆TAF新人獎[13]
- 2018年：第一屆蕭勤創作獎[14]

## 典藏紀錄
來源為99度藝術中心畫廊。
- 蕭勤國際文化藝術基金會（高雄）
- 關渡美術館（台北）
- 國立臺灣美術館（台中）
- 財團法人施明德基金會（新北）
- 東華扶輪社美術館（花蓮）
- 臺北市立美術館（台北）
- Montefano Ars Oficina Artium （義大利）

## 延伸閱讀
- 潘娉玉. . 行政院文化建設委員會、藝術家出版社. 2003-12-01: 54–55. ISBN 978-957-01-5424-5 （中文）.

## 外部連結
- 吳銀海的Facebook專頁
- 非池中藝術網的吳銀海